# Clube Negro de Cultura Social
O Clube Negro de Cultura Social foi uma associação brasileira de ativismo negro sediada na cidade de São Paulo.
Idealizado por José de Assis Barbosa e José Correia Leite, sua fundação ocorreu em 1º de julho de 1932 como uma oposição à linha de atuação da Frente Negra Brasileira, que vinha se direcionando para o fascismo e o integralismo. No grupo inicial encontravam-se ativistas como  Osvaldo Santiago, Raul Joviano do Amaral, Benedito Vaz Costa, Luís Gonzaga Braga, Sebastião Gentil de Castro, Manoel Antônio dos Santos e Henrique Antunes Cunha, entre outros, alguns deles colaboradores do jornal O Clarim da Alvorada.
Apenas oito dias depois deflagrou-se a Revolução Constitucionalista, vários membros ingressaram nas fileiras da Legião Negra, e o Clube ficou esvaziado, retomando suas atividades em dezembro do mesmo ano, elegendo-se a primeira diretoria, e tendo como primeiro presidente Correia Leite. O Clube passou então a organizar uma série de atividades recreativas como bailes, festas e jogos, passeatas cívicas, saraus literários, musicais e poéticos, excursões e outras, além de enfatizar as práticas esportivas e criar uma boa biblioteca. Todas essas atividades eram revestidas de um caráter político centrado na luta contra o racismo e a discriminação e na "elevação da raça", advogando que os negros assumissem o protagonismo nas suas reivindicações.
Em 1934 o Clube mudou-se para uma sede maior e iniciou a publicação do periódico Cultura — Revista da Mocidade Negra, uma das primeiras revistas do estado de São Paulo produzida por negros e para eles voltada, contendo as seções Editorial, Página de Honra, Vida Social, Música, Esportes, Página Literária e Movimento Associativo. No Editorial geralmente era apresentado um artigo substancial tratando das questões negras mais prementes. A seção Página de Honra era destinada a homenagear lideranças e vultos históricos da negritude, como Cruz e Souza, Luiz Gama e José do Patrocínio. Havia ainda espaço para artigos avulsos e publicidade divulgando serviços e produtos voltados especificamente para o consumidor negro. Sua orientação era de que a luta antirracista devia ser suprapartidária e buscar a unificação do movimento negro em torno de causas comuns a todos, como o aprimoramento moral, material e cultural, e a inserção do negro na sociedade brasileira.
A revista publicou apenas cinco números, e foi substituída em 1935 por outra intitulada O Clarim, mais politizada, dando mais espaço para informações sobre a situação política nacional e internacional, denúncias de casos de discriminação racial, conscientização para a reconquista da dignidade e da auto-estima, incentivo à participação das mulheres, e reivindicações de melhorias na educação formal dos negros, considerando a educação como uma das principais estratégias para a superação da marginalização. Também esta revista teve vida curta, circulando apenas quatro números.
Em 1938 o Clube teve participação central na organização das comemorações do Cinquentenário da Abolição da Escravatura, promovendo uma grande manifestação pública, uma romaria ao Cemitério da Consolação para homenagear o túmulo de eminentes abolicionistas, e um ato solene no Teatro Municipal. Foi sua última atividade importante. Com o início da ditadura de Getúlio Vargas, o movimento negro foi reprimido e o Clube Negro de Cultura Social foi fechado pelas autoridades.
Segundo Eugênio & Vitorino e Flores & Melo, o Clube foi uma das entidades negras que se destacaram em São Paulo na década de 1930. Para Maria Consuelo Campos, ele ajudou "a forjar um novo afro-brasileiro, menos acomodado diante das manifestações racistas e mais competitivo no mercado de trabalho", e para Petrônio Domingues, "o Clube Negro de Cultura Social foi, acima de tudo, um pólo de resistência cultural, que teve, entre outros méritos, a preocupação permanente de reforçar os laços de união étnica de um grupo específico. [...] A despeito de ter sido abortado discricionariamente, o CNCS cumpriu um papel valioso: representou mais um passo do negro brasileiro na efetiva conquista de direitos civis e na construção de uma identidade racial específica".